# Grand Prix Nizozemska 2022
Grand Prix Nizozemska 2022 (oficiálně Formula 1 Heineken Dutch Grand Prix 2022) se jela na okruhu Circuit Park Zandvoort v Nizozemsku dne 4. září 2022. Závod byl patnáctým v pořadí v sezóně 2022 šampionátu Formule 1.

## Kvalifikace
| Poř.                       | No. | Jezdec           | Konstruktér           | Časy v kvalifikaci | Časy v kvalifikaci | Časy v kvalifikaci | Pořadí na startu |
| Poř.                       | No. | Jezdec           | Konstruktér           | Q1                 | Q2                 | Q3                 | Pořadí na startu |
| -------------------------- | --- | ---------------- | --------------------- | ------------------ | ------------------ | ------------------ | ---------------- |
| 1                          | 1   | Max Verstappen   | Red Bull Racing-RBPT  | 1:11.317           | 1:10.927           | 1:10.342           | 1                |
| 2                          | 16  | Charles Leclerc  | Ferrari               | 1:11.443           | 1:10.988           | 1:10.363           | 2                |
| 3                          | 55  | Carlos Sainz Jr. | Ferrari               | 1:11.767           | 1:10.814           | 1:10.434           | 3                |
| 4                          | 44  | Lewis Hamilton   | Mercedes              | 1:11.331           | 1:11.075           | 1:10.648           | 4                |
| 5                          | 11  | Sergio Pérez     | Red Bull Racing-RBPT  | 1:11.641           | 1:11.314           | 1:11.077           | 5                |
| 6                          | 63  | George Russell   | Mercedes              | 1:11.561           | 1:10.824           | 1:11.147           | 6                |
| 7                          | 4   | Lando Norris     | McLaren-Mercedes      | 1:11.556           | 1:11.116           | 1:11.174           | 7                |
| 8                          | 47  | Mick Schumacher  | Haas-Ferrari          | 1:11.741           | 1:11.420           | 1:11.442           | 8                |
| 9                          | 22  | Júki Cunoda      | AlphaTauri-RBPT       | 1:11.427           | 1:11.428           | 1:12.556           | 9                |
| 10                         | 18  | Lance Stroll     | Aston Martin-Mercedes | 1:11.568           | 1:11.416           | Bez času           | 10               |
| 11                         | 10  | Pierre Gasly     | AlphaTauri-RBPT       | 1:11.705           | 1:11.512           |                    | 11               |
| 12                         | 31  | Esteban Ocon     | Alpine-Renault        | 1:11.748           | 1:11.605           |                    | 12               |
| 13                         | 14  | Fernando Alonso  | Alpine-Renault        | 1:11.667           | 1:11.613           |                    | 13               |
| 14                         | 24  | Čou Kuan-jü      | Alfa Romeo-Ferrari    | 1:11.826           | 1:11.704           |                    | 14               |
| 15                         | 23  | Alexander Albon  | Williams-Mercedes     | 1:11.695           | 1:11.802           |                    | 15               |
| 16                         | 77  | Valtteri Bottas  | Alfa Romeo-Ferrari    | 1:11.961           |                    |                    | 16               |
| 17                         | 3   | Daniel Ricciardo | McLaren-Mercedes      | 1:12.081           |                    |                    | 17               |
| 18                         | 20  | Kevin Magnussen  | Haas-Ferrari          | 1:12.319           |                    |                    | 18               |
| 19                         | 5   | Sebastian Vettel | Aston Martin-Mercedes | 1:12.391           |                    |                    | 19               |
| 20                         | 6   | Nicholas Latifi  | Williams-Mercedes     | 1:13.353           |                    |                    | 20               |
| 107% času vítěze: 1:16.309 |     |                  |                       |                    |                    |                    |                  |
| Zdroj:                     |     |                  |                       |                    |                    |                    |                  |

## Závod
| Poř.                                                                           | No. | Jezdec           | Konstruktér           | Počet kol | Čas/Odstoupení | Pořadí na startu | Body |
| ------------------------------------------------------------------------------ | --- | ---------------- | --------------------- | --------- | -------------- | ---------------- | ---- |
| 1                                                                              | 1   | Max Verstappen   | Red Bull Racing-RBPT  | 72        | 1:36:42.773    | 1                | 261  |
| 2                                                                              | 63  | George Russell   | Mercedes              | 72        | +4.071         | 6                | 18   |
| 3                                                                              | 16  | Charles Leclerc  | Ferrari               | 72        | +10.929        | 2                | 15   |
| 4                                                                              | 44  | Lewis Hamilton   | Mercedes              | 72        | +13.016        | 4                | 12   |
| 5                                                                              | 11  | Sergio Pérez     | Red Bull Racing-RBPT  | 72        | +18.168        | 5                | 10   |
| 6                                                                              | 14  | Fernando Alonso  | Alpine-Renault        | 72        | +18.754        | 13               | 8    |
| 7                                                                              | 4   | Lando Norris     | McLaren-Mercedes      | 72        | +19.306        | 7                | 6    |
| 8                                                                              | 55  | Carlos Sainz Jr. | Ferrari               | 72        | +20.9162       | 3                | 4    |
| 9                                                                              | 31  | Esteban Ocon     | Alpine-Renault        | 72        | +21.117        | 12               | 2    |
| 10                                                                             | 18  | Lance Stroll     | Aston Martin-Mercedes | 72        | +22.459        | 10               | 1    |
| 11                                                                             | 10  | Pierre Gasly     | AlphaTauri-RBPT       | 72        | +27.009        | 11               |      |
| 12                                                                             | 23  | Alexander Albon  | Williams-Mercedes     | 72        | +30.390        | 15               |      |
| 13                                                                             | 47  | Mick Schumacher  | Haas-Ferrari          | 72        | +32.995        | 8                |      |
| 14                                                                             | 5   | Sebastian Vettel | Aston Martin-Mercedes | 72        | +36.0073       | 19               |      |
| 15                                                                             | 20  | Kevin Magnussen  | Haas-Ferrari          | 72        | +36.869        | 18               |      |
| 16                                                                             | 24  | Čou Kuan-jü      | Alfa Romeo-Ferrari    | 72        | +37.320        | 14               |      |
| 17                                                                             | 3   | Daniel Ricciardo | McLaren-Mercedes      | 72        | +37.764        | 17               |      |
| 18                                                                             | 6   | Nicholas Latifi  | Williams-Mercedes     | 71        | +1 kolo        | 20               |      |
| Ret                                                                            | 77  | Valtteri Bottas  | Alfa Romeo-Ferrari    | 53        | Motor          | 16               |      |
| Ret                                                                            | 22  | Júki Cunoda      | AlphaTauri-RBPT       | 43        | Diferenciál    | 9                |      |
| Nejrychlejší kolo: Max Verstappen (Red Bull Racing-RBPT) – 1:13.652 (62. kolo) |     |                  |                       |           |                |                  |      |
| Zdroj:                                                                         |     |                  |                       |           |                |                  |      |

Poznámky
- ^1 – Včetně bodu navíc za nejrychlejší kolo.
- ^2 – Carlos Sainz Jr. dojel pátý, ale obdržel penalizaci 5 sekund za nebezpečné opuštění boxu.[2]
- ^3 – Sebastian Vettel dojel třináctý, ale obdržel penalizaci 5 sekund za ignorování modrých vlajek.[2]

## Průběžné pořadí po závodě

### Pohár jezdců
|        | Pořadí | Jezdec           | Body |
| ------ | ------ | ---------------- | ---- |
|        | 1      | Max Verstappen   | 310  |
| 1      | 2      | Charles Leclerc  | 201  |
| 1      | 3      | Sergio Pérez     | 201  |
| 1      | 4      | George Russell   | 188  |
| 1      | 5      | Carlos Sainz Jr. | 175  |
| Zdroj: |        |                  |      |

### Pohár konstruktérů
|        | Pořadí | Konstruktér          | Body |
| ------ | ------ | -------------------- | ---- |
|        | 1      | Red Bull Racing-RBPT | 511  |
|        | 2      | Ferrari              | 376  |
|        | 3      | Mercedes             | 346  |
|        | 4      | Alpine-Renault       | 125  |
|        | 5      | McLaren-Mercedes     | 101  |
| Zdroj: |        |                      |      |